# Færøernes fiskeindustri
Færøernes fiskeindustri er med sin andel på mellem 92 og 95 procent af Færøernes samlede eksport den altdominerende industri på øerne, og derfor også største bidrag til øernes økonomi. Fiskeri er det bærende erhverv, og stort set alle andre erhverv på Færøerne kan ses som afledt af dette.
Fangsten repræsenterer i sig selv en stor værdi, og en betydelig del af den forarbejdes efterfølgende i den færøske fiskeindustri. Der var i 2004 registreret 249 fiskefartøjer og 2.500 fiskere på Færøerne. Til sammen fangede de 580.800 ton fisk. Hertil kommer yderligere 2.200 personer, der arbejdede i forarbejdningsprocessen plus ansatte i transportfirmaer, skibsværfter og fremstilling af fiskeredskaber.
Den færøske fiskeriindustri er som de første i verden i gang med at indføre digital sporbarhed af konsumfisk. Det gør fiskeindustrien mere effektiv, men kan også betyde større forbrugersikkerhed, fordi man hurtigt og nemt kan spore syge eller dårlige fisk.

## Historie
Fiskeriet fik først betydning for det færøske samfund fra midten af 1800-tallet. Før den tid var 68% af befolkningen beskæftiget med landbrug. Fiskeri skete mest til eget behov, og de fleste familier ejede en eller flere færøbåde. Fiskeriet var et nødvendigt supplement til det, jorden kunne give. Også Grindedrab og jagt på sæler og fugle var et vigtigt led til at holde sulten for døren.
Siden 1850 har Færøerne gennemgået en dramatisk udvikling fra et isoleret og tilbagestående landbrugsland til en moderne eksportøkonomi baseret på fiskeri og tilhørende industri. I 1856 opstod der efter monopolhandelens ophør et livligt handelsmiljø overalt på øerne. Købmændene overtog monopolhandelens bygninger og indrettede dem med butikker, lagerbygninger til de lufttørrede fisk og anløbsbroer, hvor fisken med egne dampskibe blev udskibet til Spanien. Skibene var overvejende lastet med salt på turen tilbage til Færøerne. Man anlagde store brolagte flader til lufttørring af fiskene. Der var forholdsvis få robåde, og man var endnu ikke begyndt at anvende slupperne til havfiskeri. En købmand i Tvøroyri fik i 1863 tilladelse til at købe saltet torsk fra de mange engelske eller shetlandske fiskebåde, som dengang fiskede ved Færøerne, og som i stort antal kom ind til Tvøroyri, hvor der var en fortrinlig havn. Først da langlinefiskeri med slupperne begyndte i 1890'erne omkring Færøerne og ved Island og Grønland, kom der for alvor vækst i den færøske fiskeindustri.
I 1938 bygges landets første fiskemels- og fiskeoliefabrik i Kollafjørður. Slupperne 
blev omkring 1950 moderniseret og i de følgende år efterhånden erstattet med moderne ståltrawlere og der byggedes overalt på Færøerne nye tidssvarende fiskefabrikker, fisketørrerier, lagerbygninger, køleanlæg, havne osv. I 1966 bygges en stor fiskemels- og fiskeoliefabrik i Fuglafjørður som bl.a. leverer foder til de mange nye havbrug, som efterhånden oprettes overalt i de færøske fjorde og sunde.
- Fiskefabrik i Vágur
- Færøsk havbrug
- Færøsk helleflynder på vej til Skotland
- Færøsk trawler